# 奈良明佳
奈良 明佳（なら あすか、1991年4月3日 - ）は、日経ラジオ社の記者、キャスターである。

## 来歴
大分県中津市出身。西南女学院中学校・高等学校、成城大学文芸学部を経て、成城大学大学院社会イノベーション研究科修了。
フリーアナウンサー事務所に所属していたが、2018年に記者として日経ラジオ社に入社。マーケット報道部に配属され、同社が運営するラジオNIKKEI第1の『マーケットプレス』にて記者レポートを担当。
2019年4月からは、ラジオNIKKEI第1の『今日のマーケット・明日の材料』にレギュラー出演している。
2020年1月1日、ラジオNIKKEI第1の年初番組『令和2年 声の年賀』を担当。

## 担当番組
- マーケットプレス（ラジオNIKKEI第1）
- 今日のマーケット・明日の材料（ラジオNIKKEI第1）
- 聴く日経（ラジオNIKKEI第1）[6]
- 日経新聞を読んで（ラジオNIKKEI第1）
- 声の年賀（ラジオNIKKEI第1）
- 薬学の時間 （ラジオNIKKEI第1）
- 小児科診療UP-to-DATE（ラジオNIKKEI第1）